# Rytkoutchi
Rytkoutchi (Russe: Рыткучи, tchouktche: Ырыткучьын) est un village situé dans l'Okroug Autonome de Tchoukotka, dans l'Extrême-Orient russe. Créée en 1934, la commune comptait en 2020 463 habitants. Avec une économie locale dominée par l'élevage de rennes, Rytkoutchi reste un petit village rural, avec un climat très rude, et un accès difficile par la route, uniquement l'hiver.

## Étymologie
Le village fut nommé d'après la rivière du même nom, Rytkoutchi, signifiant « tireur ». La rivière aurait été nommée ainsi car selon les locaux, il s'y serait déroulé un affrontement entre des extraterrestres à cheval et les tchouktches.

## Histoire et démographie
Le village est dénommé d'après la rivière du même nom qui le borde, que l'on peut traduire par « flèche » ou « champ de tir », ainsi appelée car le site a été le théâtre d'un bataille entre le peuple Tchouktche et des étrangers à cheval. Le premier recensement de la population locale date de 1939, et le premier kolkhoze soviétique du village fut inauguré l'année suivante. Un an plus tard, c'est une école, un centre culturel et une clinique qui furent ouverts dans la commune, suivi en 1957 d'un sovkhoze, destiné à l'élevage collectif de rennes. Le recensement de 1959 révéla que l'immense majorité des 80 habitants d'alors du village étaient d'ethnie russe. L'élevage de rennes fut renforcé en 1965, avec l'arrivée de moyens de transport motorisés, destinés à améliorer le travail des habitants. Dans l'année 1980, une industrie de manufacture de produits artisanaux tchouktches a été installée dans le village, tout comme un musée de la culture tchouktche six ans plus tard. La population du village n'a que très légèrement fluctuée depuis les années 1990, en restant aux alentours de 500 habitants..

## Population
Recensements (*) ou estimations de la population ,,:
| 2002* | 2010* | 2020 | - | - | - |
| ----- | ----- | ---- | - | - | - |
| 509   | 517   | 463  | - | - | - |

## Géographie
Rytkoutchi est un village maritime, situé sur la rive sud de la baie de Tchaoun, à une quinzaine de kilomètres de la zone humide d'Oust-Tchaoun. Cette dernière est une vaste plaine alluviale, constellée d'un très grand nombre de petits lacs très peu profonds (70 cm environ), et est en réalité la zone deltaïque résultant de la confluence des rivières Tchaoun et Palyavaam. La nature plate du delta fait que les marées hautes s'y enfoncent profondément, créant ainsi des prés salés jusqu'à 10 km en amont de Rytkoutchi.
Le village est relié à la capitale de région par une route d'hiver, longue de 120 kilomètres, que l'on peut parcourir en plus de deux heures. Des études ont été lancées en 2016 afin de rendre cette route praticable toute l'année, toutefois, en attente de la réalisation de ce projet, des vols d'hélicoptère Mi-8 permettent de relier Ryktoutchi aux autres communes de la région, avec une fréquence d'1 à 4 par mois.

## Économie
L'économie du village est avant tout centrée sur l'élevage de rennes, Ryktoutchi, avec la ville d'Ayon, est le principal lieu de renniculture du raïon du Tchaoun. Pour faire fonctionner cette activité, les hommes du village passent une grande partie de leur temps dans la toundra, là où les enfants passent plus de 9 mois par an dans les deux écoles (maternelle et primaire) du village. Les armes utilisées par les bergers sont majoritairement des fusils Winchester de la fin du XIXe siècle, qui furent importés à l'époque pré-soviétique par des commerçants américains à la recherche de fourrures.

## Climat
Rytkoutchi souffre d'un climat arctique sévère, avec une température annuelle moyenne de −12,8 °C, une température moyenne de −31,4 °C en janvier et une température moyenne de +9,5 °C en juillet. La neige est possible toute l'année et la vitesse moyenne du vent en hiver est de 5 à 7 m/s, avec des rafales de 20 à 40 m/s lors de fortes tempêtes de neige, les précipitations annuelles moyennes sont de 251 mm et il n'est pas rare de trouver par endroits 30 à 40 cm de neige au début du printemps. Les températures sont mesurées à la station météo de la commune, inaugurée en 1944.

Rytkuchi a un climat de toundra (ET) car le mois le plus chaud a une température moyenne comprise entre 0 °C et 10 °C selon la classification climatique de Köppen.
| Mois                                | jan.  | fév.  | mars  | avril | mai   | juin | jui. | août | sep.  | oct.  | nov.  | déc.  | année |
| ----------------------------------- | ----- | ----- | ----- | ----- | ----- | ---- | ---- | ---- | ----- | ----- | ----- | ----- | ----- |
| Température minimale moyenne (°C)   | −19,7 | −20,3 | −19,4 | −14,9 | −5,2  | 1,9  | 4,8  | 2    | −1,8  | −8,9  | −13,7 | −17,3 | −9,4  |
| Température maximale moyenne (°C)   | −18,8 | −18   | −16,1 | −10,6 | −2,4  | 8,5  | 11,3 | 7,4  | 0,8   | −6,7  | −12,1 | −15,8 | −6    |
| Record de froid (°C)                | −41   | −43,6 | −41,9 | −39   | −24,5 | −6,9 | −2,3 | −7,7 | −15,9 | −28,1 | −36   | −42   | −43,6 |
| Record de chaleur (°C)              | −5,7  | −1,8  | −2,3  | 11,8  | 16,1  | 27   | 29,5 | 21,9 | 15    | 2,5   | 3     | −2,8  | 29,5  |
| Nombre de jours avec précipitations | 3     | 0     | 0     | 3     | 0     | 3    | 6    | 9    | 6     | 3     | 0     | 0     | 33    |
| Nombre de jours avec neige          | 15    | 11    | 9     | 10    | 12    | 3    | 1    | 4    | 15    | 17    | 14    | 14    | 110   |